# Srednjeveška književnost
Srednjeveška književnost obsega književnosti srednjega veka. Časovno jo postavljamo v obdobje med 5. in 15. stoletjem, natančneje med letoma 476 (propad Zahodnega rimskega imperija) in 1492 (Kolumbovo odkritje Amerike).

## Delitev
Delimo jo na tri obdobja:
- književnost zgodnjega srednjega veka (476–1100)
- književnost visokega srednjega veka (1100–1300)
- književnost poznega srednjega veka (1300–1500)

## Vrste in zvrsti srednjeveške književnosti
Na kulturo srednjega veka je najbolj vplivalo krščanstvo in fevdalizem, zato je pomembno mesto v srednjeveški književnosti zavzemala krščanska legendarna književnost. Bila je večinoma pisana v latinščini, ravno tako kot himnika, kratka proza (znane so Avguštinove izpovedi) ter cerkvena dramatika. Sicer pa je bila srednjeveška književnost napisana že tudi v novih jezikih kot so germanski, slovanski in romanski . Poleg cerkvene dramatike, so se razvile tudi druge literarne vrste kot so: viteški roman, junaški ep, trubadurska lirika in španska romanca.  Znanost v tem obdobju ni imela veliko vpliva, bila je slabo razvita. Srednjeveška umetnost pa je dosegla visoko raven v likovni umetnosti.
Prve oblike književnosti, napisane v novih evropskih jezikih, so bili junaški epi, denimo:
- Beowulf v anglosaškem jeziku,
- Pesem o pohodu Igorjevem v ruščini,
- Pesem o Nibelungih v nemščini in
- Pesem o Rolandu v francoščini.

V Skandinaviji so nastajale sage, epske pripovedi o življenju rodov.
Razmahnili so se izmišljeni viteški romani, ki so svojo tradicijo nadaljevali tja do renesanse. Glej tudi Don Kihot. Nekaj primerov:
- Tristan in Izolda - ljubezenski roman
- Roman o kralju Arturju in vitezih okrogle mize
- Roman o Troji

Trubadursko liriko so ustvarjali plemiči trubadurji, potujoči pevci, ki so obiskovali gradove in peli o lepoti ter milini izbrane gospe. Odnos med pevcem in damo je bil podoben fevdalnemu. Njihova lirika je bila seveda večinoma ljubezenska, pa tudi socialna. Bili so začetniki mnogih novih pesniških oblik: svitanice (albe), serenade (podoknice; »večerna pesem«), kancone in balade.
V ustvarjanju vagantske poezije, ki opisuje potepuško življenje na robu družbe, se je odlikoval Francoz François Villon. Svoje življenje je preživel klateško, pod vešali pa je doživel pomilostitev.

### Srednjeveškadramatika
Večina dram iz tega obdobja ima versko vsebino, z izjemo kratkih in zabavnih burk. Oblike dram so bile:
- pasijoni, igre o trpljenju Jezusa Kristusa,
- misteriji, dramatizacije svetopisemskih zgodb,
- mirakli, čudežne zgodbe o svetnikih in
- moralitete, ki prikazujejo boj med grešnostjo in duhovno čistostjo.

### Sladki novi slog
Lirika sladkega novega sloga (italijansko Dolce stil nuovo) se je razvila iz trubadurske lirike. Spremenil se je odnos do ljubljene ženske, ki ni bil več podoben fevdalnemu. Izbranka je postala izraz in simbol božanskega, nadnaravno bitje. Ena glavnih pesniških oblik je sonet, razvil se je iz trubadurske sicilske šole. Najpomembnejši pesnik sladkega novega sloga je Dante Alighieri. Njegov versko-alegorični ep Božanska komedija (italijansko La divina commedia) je obenem tudi nekakšna enciklopedija srednjeveškega znanja. Ep govori o Alighierijevem predstavljanju in potovanju po treh svetovih onostranstva (Pekel, Vice in Nebesa). Med njegovim potovanjem pa ni sam, saj ga v Peklu in Vicah spremlja rimski filozof Vergil, v Nebesih (tja Vergil ne sme, ker je pogan in ne kristjan) pa ga spremlja njegova muza, kateri je posvetil svoje pesmi, Beatrice. Pesmi, posvečene svoji izbranki Beatrice, je zbral v zbirki Novo življenje. Vključuje sonete, kancone, balade in pojasnjevalna prozna besedila.

## Srednjeveška književnost pri Slovencih
Ko so tedanji Slovenci v 9. stoletju zapadli pod frankovsko nadoblast, so tudi v naše kraje prišli pokristjanjevat duhovniki. Pokristjanjevanje se je proti koncu, ko so se domači knezi že dali krstiti in se povezali z Bavarci, vršilo nasilno. To opisuje tudi France Prešeren v Krstu pri Savici. Pod vplivom tujih duhovnikov so nastala prva slovenska besedila in začelo se je obdobje pismenstva (9.–16. stoletje). Sem uvrščamo Brižinske spomenike in kasnejša dela. S cerkveno vsebino so to denimo Celovški rokopis, Stiški rokopis in Starogorski rokopis. Nastala so tudi posvetna besedila: Škofjeloški rokopis, ki vključuje slovenska imena mesecev, Čedadski rokopis – darovnice cerkvene bratovščine in Prisege mesta Kranj.
Brižinski spomeniki so prvi znani zapisi v slovenskem jeziku. Napisani so v karolinški minuskuli. Nastajali so od leta 972 do leta 1039 na zgornjem Koroškem, natančneje v bližini Vrbskega jezera. Nastajali so zaradi potreb po pokristjanjevanju, ki so ga izvajali nemški duhovniki. Zaradi neznanja latinščine so morali osnovna verska besedila prevesti. Sestavljeni so iz 3 delov. 1. in 3. sta obrazca splošne spovedi, 2. pa je pridiga o grehu in pokori. Hranijo jih v Münchnu, saj predstavljajo le del obširnejše knjige škofa Abrahama, ki je večinoma v latinščini.
Ob cerkveni dejavnosti je ves čas živelo tudi ljudsko slovstvo. Viteška kultura se je le delno dotaknila naših krajev, ohranjene so viteške pesmi v tujih jezikih.
Obdobje srednjega veka se na Slovenskem konča z natisom prve knjige v slovenščini, leta 1550, ko se začne obdobje protestantizma oz. reformacije.